# Брунсбек
Брунсбек (нім. Brunsbek) — громада в Німеччині, розташована в землі Шлезвіг-Гольштейн. Входить до складу району Штормарн. Складова частина об'єднання громад Зік.
Площа — 16,06 км2. Населення становить 1632 ос. (станом на 31 грудня 2020).